# 西岡均
西岡 均（にしおか ひとし、1971年1月12日 - ）は、日本の実業家。熊本県民テレビ取締役やKKTビジネスアソシエイト代表取締役を務めた。

## 来歴
東京大学経済学部卒業後、1999年4月に日本テレビ放送網に入社し、経理局に配属された。
2015年6月にメディア戦略局メディア戦略部次長となり、2017年6月から社長室企画部次長を務めたのち、2019年6月にメディア戦略局出向部長として熊本県民テレビ取締役（経理担当）、KKTビジネスアソシエイト代表取締役を兼務した。
2020年6月に熊本県民テレビ取締役を退任し、日本テレビ放送網株式会社に復帰した。
2022年4月1日から2023年3月31日までの一年間マッドハウス取締役を務めた。